# AMD Catalyst
Catalyst é a marca da AMD para o seu conjunto de softwares e drivers para a sua família de chipsets para placas-mães e placas de vídeo. O programa pode ser dividido basicamente em duas partes, o controlador de dispositivo (driver) propriamente dito e seu painel de controle (Catalyst Control Panel ou seu substituto Catalyst Control Center).

## História
Foi criada em junho de 2002 como resposta ao concorrente ForceWare da nVidia, devido à percepção de que os drivers da AMD possuíam diversos problemas de compatibilidade e desempenho (defeitos), limitando o potencial de seus produtos e seu valor.
Passou a ter lançamentos mensais e se caracteriza por identificar suas versões pelo ano de lançamento seguido da revisão (em geral, o número do mês), por exemplo, a versão 5.10 foi lançada em outubro de 2005.
A partir de setembro 2004, os drivers Catalyst passaram a ser oferecidos em uma versão chamada Catalyst Control Center, baseado na plataforma .NET da Microsoft.

## Componentes
Além dos drivers de dispositivo propriamente ditos, o Catalyst inclui ainda outros recursos e componentes:
- Hydravision - suporte básico a múltiplos monitores.
- Overdrive - recurso para overclock automático.
- SmartGart - que ajusta as configurações do barramento AGP.
- VPU Recover - recurso que visa evitar o travamento de sistema devido a problemas na placa de vídeo.
- Multi-Media Center - pacote de programas voltados para reprodução de mídia, utilizados em conjunto com a família All-in-Wonder.

## Produtos compatíveis
- Processadores gráficos Radeon:
  - Séries Radeon 9500, X800, X1000 e Radeon HD 2000/3000 Radeon HD 4000 Radeon HD 5000, Radeon HD 6000, Radeon HD 7000/8000 e Rx (5,7 e 9) incluindo as versões "Mobile" e Integradas nas Placa-Mãe.[4]
- Série multimídia All-in-Wonder.[4]
- Sintonizadores de TV TV Wonder.

### Concorrentes
- nVidia ForceWare
- XGI Reactor - pacote de softwares da concorrente XGI Technology, encerrado em 2006.